# Leptotrichia
Genre
Leptotrichia est un genre de bactéries gram-négatives la famille des Leptotrichiaceae capables d'infections opportunistes.

## Description
Les Leptotrichia sont des bactéries en forme de bacilles droits ou courbes et dont les extrémités peuvent être pointues ou arrondies. Ce sont des bactéries anaérobies strictes ou facultatives ne sporulant pas et immobiles. Elles ont un diamètre de 0,8 µm à 1,5 μm et une longueur de 5 µm à 20 μm. Elles peuvent se présenter en paires ou en chaîne. En coloration de Gram ce sont des bactérie gram négatives mais qui peuvent parfois apparaître comme gram positives. Toutes les espèces de ce genre fermentent les carbohydrates et produisent de l'acide lactique.
Ces bactéries peuvent être isolées de la cavité buccale où elles peuvent être responsables de caries dentaires.

## Pathogénie
Les Leptotrichia peuvent être responsables de maladies parodontales et d'infections opportunistes y compris des endocardites.

## Taxonomie
Le nom correct complet (avec auteur) de ce taxon est Leptotrichia Trevisan 1879.
L'espèce type est : Leptotrichia buccalis (Robin 1853) Trevisan 1879.
Le genre Leptotrichia fait partie des genres validés en 1980 dans la liste des noms de bactéries approuvés.

### Étymologie
L'étymologie de ce genre bactérien est la suivante : Gr. masc. adj. leptos, fin, petit; Gr. fem. n. thrix (gen. trichos), cheveu; N.L. fem. n. Leptotrichia, cheveu fin.

### Liste des espèces valides
Selon LPSN (20 octobre 2023), ce genre comprend six espèces publiées de manière valide :
- Leptotrichia buccalis (Robin 1853) Trevisan 1879
- Leptotrichia hofstadii Eribe et al. 2004
- Leptotrichia hongkongensis Woo et al. 2011
- Leptotrichia shahii Eribe et al. 2004
- Leptotrichia trevisanii Tee et al. 2002
- Leptotrichia wadei Eribe et al. 2004

### Liste des espèces non valides
Selon LPSN (20 octobre 2023), quatre espèces ont été publiées de manière non valide et possèdent un nom dit préféré même si non correct au sens du code de nomenclature des procaryotes, ce sont les suivants :
- "Leptotrichia amnionii" Shukla et al. 2002
- "Leptotrichia massiliensis" Fonkou et al. 2018
- "Leptotrichia pseudobuccalis" Eribe et al. 2004
- "Leptotrichia sanguinegens" Hanff et al. 1995

### Anciennes espèces renommées
Selon LPSN (20 octobre 2023), une espèce précédemment dans ce genre a été renommée :
- Leptotrichia goodfellowii Eribe et al. 2004 a été renommée Pseudoleptotrichia goodfellowii (Eribe et al. 2004) Eisenberg et al. 2020